# Augustiner-Missionsschwestern

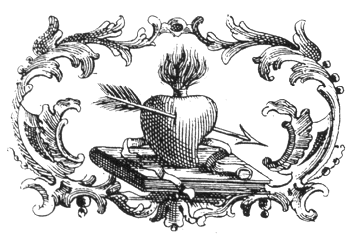
Ordenswappen des Augustinerordens (Venedig, 1777)

Die Augustiner-Missionsschwestern (es: Hermanas Agustinas Misioneras, Ordenskürzel: AM) sind eine im Jahr 1890 in Spanien gegründete römisch-katholische Kongregation von Missionsschwestern. Sie sind ein Institut päpstlichen Rechts.

## Geschichte
Die spanischen Augustiner (Ordenskürzel: OSA) beabsichtigten in den Jahren um 1890 die Missionsarbeit auf den Philippinen zu verstärken. In Barcelona wurde daraufhin im Kreise des Dritten Ordens der Augustinerfamilie über die Neugründung einer missionarischen Ordensgemeinschaft beraten. Die drei Gründungsschwestern Querubina Samarra, Mónica Mujal und Clara Canto bildeten die erste Zelle eines neuen Ordenszweiges, der als Schwerpunkt seiner Arbeit die Mission in Betracht zog. Am 27. April 1890 erhielten die drei Augustinerschwestern den Segen und am 6. Mai 1890 die erzbischöfliche Genehmigung durch Erzbischof Ciriaco Sancha y Hervás von Madrid. 
Am 26. Oktober 1892 wurde dem Frauenorden die offizielle Benennung eines Ordens des heiligen Augustinus übertragen und am 28. August 1962 erteilt Papst Johannes XXIII. (1958–1963) seine Genehmigung.

## Aufgaben und Verbreitung
Die Augustiner-Missionsschwestern wie sie nun hießen, sind in die Missionsarbeit eingebunden und arbeiten in den Missionsländern in Bildungszentren, Gesundheitseinrichtungen, Studentenwohnheimen, Notunterkünften in sozialen Einrichtungen und an sozialen Brennpunkten. Heute unterhält der Missionsorden Einrichtungen in Algerien, Argentinien, Brasilien, Chile, Volksrepublik China, Kolumbien, Dominikanische Republik, Äquatorialguinea, Indien, Italien, Kenia, Mosambik, Peru, Spanien, Taiwan und Tansania.
Der Sitz des Generalats ist in Rom, von hier aus werden 74 Ordenseinrichtungen verwaltet und weltweit fast 500 Ordensangehörige betreut.
Die Gemeinde hat zwei Selige, die zu den Märtyrern von Algerien zählen, Esther Paniagua Alonso (geb. 1949) und Caridad Álvarez Martín (geb. 1933), die am 23. Oktober 1994 in Bab El Oued in Algier von der Bewaffneten Islamischen Gruppe ermordet wurden. 
.

## Die Ordensgründerinnen
Die drei Gründerinnen waren Augustinerinnen im Dritten Orden und hatten unterschiedliche Charaktereigenschaften. Clara Canto (* 11. November 1843, † 27. Oktober 1907) war intuitiv und besinnlich. Mónica Mujal (* 5. Oktober 1854, † 5. Juni 1906) war eine erfolgreiche Pädagogin und Qurubina Samarra (* 27. Juli 1860, † 26. Oktober 1934) war eine spirituelle Frau. Die drei Schwestern harmonisierten miteinander und bildeten eine ideale Gemeinschaft von Missionsschwestern.